# Lopha
Lopha is een geslacht van tweekleppigen uit de familie van de Ostreidae. De naam van het geslacht werd voor het eerst geldig gepubliceerd in 1798 door Peter Friedrich Röding, die de nagelaten schelpenverzameling van de overleden Joachim Friedrich Bolten catalogeerde en van Latijnse benamingen volgens het systeem van Linnaeus voorzag. De Duitse naam luidde "Der Hahnenkamm".

## Soort
- Lopha cristagalli (Linnaeus, 1758)